# Al-Hamdānī
Abū Muhammad al-Hasan ibn Ahmad al-Arhabī al-Bakīlī al-Hamdānī (arabisch أبو محمد الحسن بن أحمد الأرحبي البكيلي الهمداني, DMG Abū Muḥammad al-Ḥasan ibn Aḥmad al-Arḥabī al-Bakīlī al-Hamdānī; * 10. Mai 893 in Sanaa; † 947 oder später, ebenda) war einer der bedeutendsten muslimischen Gelehrten des Jemen im Mittelalter.

## Leben
Al-Hamdānī stammte aus einer Familie aus dem Gebiet von al-Bakīl und wurde in Sanaa geboren. Nach einer umfassenden Ausbildung bereiste er den Irak, lebte eine Zeitlang in Mekka und pflegte Kontakte zu verschiedenen anderen Gelehrten. Daneben verfasste er Bücher als Historiker, Dichter und Philologe und war auch im Bergbau bewandert. So sind Zeugnisse von ihm bekannt, die das antike Bergwerk von ar-Raḍrāḍ zum Gegenstand haben. Das Leben al-Hamdanis war durch die Kämpfe zwischen den Yuʿfiriden, Ziyadiden und Zaiditen geprägt. Er wurde mehrmals in deren Auseinandersetzungen hineingezogen und soll während einer Inhaftierung in Sanaa 947 oder später gestorben sein.

## Werke
- „Beschreibung der Arabischen Halbinsel“ (Ṣifat Ǧazīrat al-ʿArab). Das Werk wurde von David Heinrich Müller unter dem Titel "Al-Hamdânî's Geographie der Arabischen Halbinsel" bei Brill in Leiden ediert. Band I (1884) Band II (1891)
- „Das Diadem“ (al-Iklīl), Enzyklopädie über das alte Südarabien.